# Ahmed Bahaeddine Attia
Ahmed Bahaeddine Attia (àrab: أحمد بهاء الدين عطية, Aḥmad Bahāʾ ad-Dīn ʿAṭṭiyya, Sussa, 2 de maig de 1945- Tunis, 10 d’agost de 2007) va ser un director de cinema i productor tunisià.

## Biografia
Després d'estudiar literatura a París, Ahmed Bahaeddine Attia va obtenir un diploma de direcció a Roma uns anys més tard. Es va convertir en assistent des de 1968 fins a 1981 en diverses pel·lícules com Justine, Rome vend de nouveau César, Bent el cheikh, Les chacals du désert, Général o Nous voilà.
Després de la producció d'algunes pel·lícules, algunes de les quals van ser encarregades (Baba Aoussou, Villes ouvertes de Tunisie, La côte de corail o La mémoire des mains) jutja que pot donar i crear més com a productor. Així va abandonar la direcció i va fundar la seva productora Cinetéléfilms el 1983. Durant dues dècades, va produir una quarantena de pel·lícules repartides entre curtmetratges (15), llargmetratges (17), documentals i sèries de televisió per a cinema i televisió. Produeix i coprodueix pel·lícules tunisianes així com pel·lícules nord-africanes, africanes i franceses.
Va començar la seva carrera com a productor el 1986 amb Rih essed, la primera pel·lícula de Nouri Bouzid, va continuar la seva carrera amb Safa'ih min dhahab, Bezness i Bent Familia de Bouzid, Halfaouine asfour stah per Férid Boughedir. Posteriorment, va produir La guerre du Golfe... et après ?, una pel·lícula col·lectiva de cineastes àrabs sobre la Guerra del Golf, i Samt el qusur  de Moufida Tlatli. També va coproduir Viva Carthago, la primera sèrie de dibuixos animats en associació amb socis europeus (França, Itàlia, Bèlgica, etc. ) i àrabs (Algèria, Marroc i Líban).
A més de dirigir i produir, dirigeix l'Associació de Cineastes Tunisians. També presideix la Cambra de Productors, el Festival de Cinema de Cartago el 1992 i el 1994, així com els jurats de diversos festivals internacionals ( Namur, Mons, Istanbul , San Sebastià, etc.). També imparteix conferències a diverses escoles de cinema de França, com ara La Fémis. També és actiu a nivell mediterrani com a president de l'Associació Internacional de Productors Independents de la Mediterrània, per a la promoció de l'audiovisual mediterrani i, a nivell africà, com a membre de la Federació Panafricana de Cinematògrafs.
Va morir als 61 anys de càncer en una clínica de Tunis, va ser enterrat l’11 d'agost de 2007 a la seva ciutat natal de Sussa.

## Pel·lícules dirigides
- Baba Aoussou
- Villes ouvertes de Tunisie
- La côte de corail
- La mémoire des mains

## Pel·lícules produïdes
- Rih essed, dirigida per Nouri Bouzid
- Safa'ih min dhahab, dirigida per Nouri Bouzid
- Bezness, dirigida per Nouri Bouzid
- Bent Familia, dirigida per Nouri Bouzid
- Halfaouine asfour stah, dirigida per Férid Boughedir
- Samt el qusur, dirigida per Moufida Tlatli
- Lalla Hobby, dirigida per Mohamed Abderrahman Tazi
- Bal al-Makam, dirigida per Mohamed Malas
- Po di Sangui, dirigida per Flora Gomes (Guinea Bissau)
- Tiré à part, dirigida per Bernard Rapp
- Madame Butterfly, dirigida per Frédéric Mitterrand